# Louis Gérard
Louis Gustave Adolphe Gérard, francoski dirkač Formule 1, * 16. april 1899, Arres, Francija, † 10. maj 2000.
Louis Gérard se je rodil 16. aprila 1899 v francoskem mestu Arres. Na dirkah za Veliko nagrado je začel sodelovati v sezoni 1937. Na vztrajnostni dirki 24 ur Le Mansa je osvojil četrto mesto, na dirki Coupe d´Automne pa tretje, obakrat z dirkalnikom Delage D6-70, v sezoni sezoni 1938 se je niz dobrih rezultatov še nadaljeval s tretjim mestom na dirki za Veliko nagrado Corka in drugim mestom na dirki za Veliko nagrado Anversa. Po enem odstopu in drugem mestu na dirki za 24 ur Spaja, pa je na dirki RAC International TT dosegel svojo edino zmago v karieri. Po štirih zaporednih odstopih je osvojil drugo mesto na dirki za 24 ur Le Mansa 1939. Po drugi svetovni vojni je bolj poredko dirkal. Kljub starosti prek petdesetih let, je nastopil še na dveh neprvenstvenih dirkah Formule 1, na dirki za Veliko nagrado Pariza v sezoni 1950 je celo še osvojil drugo mesto z dirkalnikom Delage 3000, po dirki za Veliko nagrado Pariza v naslednji sezoni 1951, kjer je bil sedmi, pa se je upokojil kot dirkač. Umrl je leta 2000 v starosti sto enega leta. 